# Косолеакаке (муниципалитет)
Косолеакаке (исп. Cosoleacaque) — муниципалитет в Мексике, штат Веракрус, расположен в регионе Ольмека. Административный центр — город Косолеакаке.

## Состав
Муниципалитет состоит из 159 населённых пунктов.